# Milly Childers
Emily "Milly" Maria Eardley Childers (26 de fevereiro de 1866 – 8 de fevereiro de 1922) foi uma pintora inglesa do final da Era Vitoriana e do início do século XX. Ela é mais conhecida por seu retrato The Terrace, 1909, no Palácio de Westminster.

## Biografia
Childers nasceu em Princes Garden, Kensington, em uma família de políticos proeminentes. Ela era a mais nova dos oito filhos de Hugh Childers e sua esposa, Emily Walker. Seu pai era um membro do Parlamento e ministro do Gabinete. Em 1868, seu pai foi nomeado Primeiro Lorde do Almirantado sob Gladstone.
A mãe de Childers morreu em 1875, quando Milly tinha 9 anos. Quatro anos depois, seu pai se casou novamente com Katherine Anne Elliot (nascida Gilbert) em Paris. Ela era filha de Ashurst Gilbert, bispo de Chichester e viúva do Hon. Gilbert Elliot, filho do 2º Conde Minto.